# Aloe antandroi
Aloe antandroi é uma espécie de liliopsida do gênero Aloe, pertencente à família Asphodelaceae.